# Райзенауэр, Альфред
Альфред Райзенауэр (нем. Alfred Reisenauer; 1 ноября 1863, Кёнигсберг — 3 октября 1907, Либава) — немецкий пианист и музыкальный педагог.

## Биография
Учился в своём родном городе у Луи Кёлера, затем начиная с 1876 г. занимался в Веймаре у Франца Листа; Лист с одобрением отнёсся к выполненной Райзенауэром оркестровке Третьего Мефисто-вальса. В 1881 г. впервые выступил с концертом в Риме. Затем на протяжении года изучал право в Лейпцигском университете, однако отказался от мысли стать юристом и вернулся к исполнительской карьере.
Интенсивно гастролировал по всему миру. Рецензент «Нью-Йорк Таймс» отзывался о сольном выступлении Райзенауэра как о «совершенно восхитительном», особенно отмечая его исполнение концерта Моцарта, однако дал резко отрицательную оценку участию пианиста в камерном ансамбле (с Квартетом Кнайзеля), поскольку темперамент не позволял ему умерить пыл и на равных сотрудничать с партнёрами по ансамблю. В то же время Бернард Шоу полагал, что присущий Райзенауэру избыток технического мастерства заставляет темп торжествовать над мыслью. Особенно масштабными были гастроли Райзенауэра по Российской империи: на рубеже 1880-90-х гг. он, как утверждал его импресарио, дал в России более 300 концертов. Всего же, по некоторым сведениям, Райзенауэр на протяжении всей карьеры выступил более чем в 2000 концертах. 10 апреля 1905 г. он записал для фирмы Welte-Mignon десять пьес.
С 1885 г. преподавал в Зондерсхаузене, с 1900 г. профессор Лейпцигской консерватории. Среди его учеников, в частности, был Сергей Борткевич, вспоминавший впоследствии:

Рейзенауэр был фортепианным гением. Он не нуждался в изнуряющих упражнениях, мастерство приходило к нему как бы само собой… Он очень мало обучал и говорил о технических проблемах.

Борткевич посвятил памяти «моего дорогого учителя Альфреда Райзенауэра» Десять этюдов Op. 15 (1911). У Райзенауэра учился также Зигфрид Карг-Элерт.
Умер от разрыва сердца в ходе гастрольного тура, незадолго до концерта. По утверждению исследователей, жизнь Райзенауэра была сокращена тяжёлым пристрастием к спиртным напиткам.